# 2024年の文学
2024年の文学（2024ねんのぶんがく）では、2024年の世界の文学に関する出来事について記述する。
2023年の文学 - 2024年の文学 - 2025年の文学

## 受賞
全世界、全ての言語
- ノーベル文学賞

2024年のノーベル文学賞は、韓江（ハン・ガン）に授与された。受賞理由は「ハン・ガン氏の力強く詩的な散文体の文章は歴史的な心の傷と向き合いつつ、人間のもろさをあらわにしている。彼女はすべての作品を通して、心と体や、生と死の関係についてユニークな意識を持っていてそれゆえに、彼女の詩的で実験的な文体は現代の散文文学における革新的存在といえる」とされた。
ヨーロッパ
- ヨーロッパ図書賞（フランス語: Le Prix du Livre Européen、英語:The European Book Prize)は、ドイツのカール・シュルーゲル（Karl Schlögel）の『キーウでの決断 ─ウクライナの教訓』（原題:Entscheidung in Kiew. Ukrainische Lektionen）が受賞した。

英語圏
- ブッカー賞 - サマンサ・ハーヴィー（Samantha Harvey）の『オービタル』（原題:Orbital）

フランス語圏
- ゴンクール賞 - カメル・ダウドの小説、『ウリ』 （原題:HOURIS、フランス語での発音「ウリ」）

スペイン語圏
- セルバンテス賞 - アルバロ・ポンボ（Álvaro_Pombo）

台湾
- 台湾文学賞金典賞 - 楊双子の『台湾漫遊録』（日本語訳『台湾漫遊鉄道のふたり』）

受賞理由は、『台湾漫遊録』の英語訳が台湾の文学作品として初めて全米図書賞翻訳文学部門を受賞した快挙。
日本国内
- 第170回（2023年下半期）芥川賞・直木賞（1月17日）
  - 芥川賞 - 九段理江『東京都同情塔』（新潮12月号）
  - 直木賞 - 河﨑秋子『ともぐい』（新潮社）、 万城目学 『八月の御所グラウンド』（文芸春秋 ）
- 第21回本屋大賞（4月10日） - 宮島未奈『成瀬は天下を取りにいく』（新潮社）
- 第171回（2024年上半期）芥川賞・直木賞（7月17日）
  - 芥川賞 - 朝比奈秋『サンショウウオの四十九日』（新潮15月号）、 松永K三蔵 『バリ山行』（群像3月号）
  - 直木賞 - 一穂ミチ『ツミデミック』（光文社）

児童文学賞
- 国際アンデルセン賞作家賞 - ハインツ・ヤーニッシュ（Heinz Janisch、オーストリアのラジオジャーナリスト兼作家）。受賞理由は「児童文学への長年の貢献」。同賞のプレスリリースなどにより、ヤーニッシュの作風、また児童文学に対する長年の貢献の内容について次のようなことが分かる。

ヤーニッシュは読み手の想像力にゆだねるような短編物語の名手であり、作品の多くにユーモアがあり、なかには理屈を超えたものもあるが、そこには哲学的な要素があり、それがしばしば作品の深さにつながっている。簡潔な文章に意味がこめられており、「少ないほうがより豊かである」という言葉がまさにふさわしい作家。その作品に普遍性があり、あらゆる場所の子どもと大人を魅了する。
創作のほか、朗読のイベントや、子どもや大人に向けた文学と創作のワークショップなども行い、障がいのある子どもたちの創作ワークショップも手がけている。

## 日本国内の出来事
- 1月17日 - 第170回芥川龍之介賞・第170回直木三十五賞の代表選考会が行われ、芥川賞に九段理江の『東京都同情塔』（新潮12月号）、直木賞に河﨑秋子の『ともぐい』（新潮社）と万城目学の『八月の御所グラウンド』（文芸春秋）を選出・受賞[3]。
- 4月10日 - 第21回本屋大賞が発表され、宮島未奈の『成瀬は天下を取りにいく』（新潮社）が受賞[4]。
- 7月17日 - 第171回芥川龍之介賞・第171回直木三十五賞（2024年上半期）の代表選考会、芥川賞に朝比奈秋の『サンショウウオの四十九日』（新潮5月号）と松永K三蔵の『バリ山行』（群像3月号）、直木賞に一穂ミチの『ツミデミック』（光文社）が受賞[5]。